# Petr Zinke
Petr Zinke (* 2. listopadu 1966, Náchod) je český fotograf.

## Životopis
Vystudoval v letech 1993 až 1998 obor umělecké fotografie na Filmové a televizní fakultě Akademie múzických umění v Praze. Od roku 1999 zde působil jako externí pedagog v semináři krajinářské fotografie. Od roku 2002 pracuje jako fotograf pro Ústav dějin umění AV ČR.
Ve volné tvorbě se zaměřuje na oblast výtvarné fotografie, práce s krajinnými motivy. Od roku 2002 hojně využívá kontaktního kopírování. Dále experimentuje s propojením vizuality s hudební a divadelní produkcí a fotografickou ilustrací interpretace klasické hudby.

## Výstavy

### Skupinové výstavy
- 2021 Grupa 999, volné sdružení fotografů z Polska a České republiky (Jaroslav Beneš, Tomáš Rasl, David Stránský, Petr Zinke, Halina Morcinek, Barbara Górniak, Jakub Byrczek, Krzysztof Szlapa, Janusz Wojcieszak, Kamil Myszkowski, Ryszard Karczmarski), Mázhaus, Pernštýnské náměstí 3, Pardubice[2]